# Callopistria carnepicta
Callopistria carnepicta är en fjärilsart som beskrevs av Embrik Strand 1922. Callopistria carnepicta ingår i släktet Callopistria och familjen nattflyn. Inga underarter finns listade i Catalogue of Life.